# Philiris hemileuca
Philiris hemileuca is een vlinder uit de familie van de Lycaenidae. De wetenschappelijke naam van de soort is voor het eerst geldig gepubliceerd in 1930 door Jordan.